# Karl Sveistrup
Karl Sveistrup (* 17. Februar 1907 in Burg auf Fehmarn; † 10. Dezember 1988 in Hamburg) war ein deutscher Fußballspieler des SC Victoria Hamburg und des Hamburger SV.

## Karriere
Sveistrup spielte als Stürmer in der Saison 1927/28 für den SC Victoria Hamburg im Alsterkreis innerhalb der Bezirksliga Groß-Hamburg, einer von sechs Bezirksligen unter Leitung des Norddeutschen Fußball-Verbandes. Als Zweitplatzierter aus dieser Staffel hervorgegangen, war er mit seinem Verein für die Qualifikation um die Teilnahme an der Endrunde um die Norddeutsche Meisterschaft berechtigt. Als Sieger im Qualifikationsspiel gegen die SpVgg Hannover 1897 schloss sein Verein die anschließende Siegerstaffel als Drittplatzierter ab.
Von 1928 bis 1933 war er für den Hamburger SV aktiv. Im Jahr der norddeutschen Fußball-Revolution gewann er mit seiner Mannschaft die erstmals ausgetragene Runde der Zehn und war damit für die Endrunde um die Norddeutsche Meisterschaft qualifiziert. Am Ende der Finalrunde wies seine Mannschaft denselben Punktestand auf, wie zwei weitere. Den anschließenden Stichkampf gewann unter den drei Mannschaften der Hamburger SV, da er sowohl den Vergleich mit Holstein Kiel, als auch den mit Hannover 96 für sich siegreich beenden konnte.
Von der Folgesaison an spielte er mit seiner Mannschaft in der Oberliga Groß-Hamburg, die als Meister abgeschlossen werden konnte; in der Finalrunde um die Norddeutsche Meisterschaft wurde lediglich der vierte Platz belegt. In seinen letzten drei Saisons ging er mit dem Hamburger SV zweimal als Sieger aus der Oberliga Hamburg hervor – 1932/33 gewann Altona 93 das Entscheidungsspiel um Platz 1 –, gewann jedoch dreimal die Norddeutsche Meisterschaft.
Aufgrund der regionalen Titelgewinne war sein Verein entsprechend in den Endrunden um die Deutsche Meisterschaft vertreten, in denen er insgesamt acht Spiele bestritt und drei Tore erzielte. Sein Debüt gab er am 16. Juni 1929 im Duisburger Wedaustadion beim 3:2-Achtelfinalsieg über den Meidericher SV. Im Viertelfinale unterlag er mit seiner Mannschaft im Bahrenfelder Stadion der SpVgg Fürth mit 0:2. Bei der Endrundenteilnahme 1931 kam er mit seinen Hamburgern am weitesten; sie erreichten das Halbfinale, das im Leipziger Wackerstadion mit 2:3 n. V. gegen den späteren Deutschen Meister Hertha BSC verloren wurde. 1932 kam er im Achtel- und Viertelfinale zum Einsatz, in denen er jeweils ein Tor erzielte. Sein letztes Endrundenspiel bestritt er am 7. Mai 1933 bei der 1:4-Niederlage gegen Eintracht Frankfurt, in dieser Achtelfinalbegegnung erzielte er das 1:2-Anschlusstor in der 53. Minute.

## Erfolge
- Halbfinalist Deutsche Meisterschaft 1931
- Norddeutscher Meister 1929, 1931, 1932, 1933
- Groß-Hamburger Bezirksmeister 1930, 1931, 1932